# Саръкая (вилает Чанаккале)
Саръкая (на турски: Sarıkaya) е село в околия Бига, вилает Чанаккале, Турция. Разположено на 30 – 60 метра надморска височина. Населението му през 1997 г. е 292 души, основно българи – мюсюлмани (помаци), преселили се през 1879 г. от селата Орехово, Тамръш и Йешилкьой в Родопите.